# Othello (szőlőfajta)
Az  Othello  észak-amerikai eredetű, kék bogyójú, jellegzetes vitis labrusca (rókaszőlő) mellékízű direkt termő szőlőfajta, a Vitis labrusca × Vitis riparia × Vitis vinifera keresztezéseiből származó hibrid. A labruska mellékízű fajták borát Magyarországon kereskedelmi forgalomba hozni már évtizedek óta tilos, ezért árutermelő ültetvényeken sehol sem találkozunk az Othello fajtával. Az érvényben lévő magyar Bortörvény rendelkezése szerint a direkt termő fajta ültetvényeit 2000 végéig ki kellett vágni. Csak kiskertekben, étkezési szőlőként jelenik meg. A direkttermő megnevezés a filoxéra megjelenése óta használatos. A 19. század második felében a behurcolt kártékony rovar végigpusztította Európa szinte minden ültetvényét, teljesen átrajzolva az egyes borvidékek fajtaválasztékát.

## Jellemzői
Tőkéje középerős növekedésű, közepes vagy bőtermő. Levele sárgászöld, sima, ötszögletű, hosszú tölcséres. Fürtje középnagy, gúla alakú, hengeres, tömött. Bogyói középnagyok, kissé megnyúltak, sötétkékek, erősen hamvasak piros húsúak, héjuk vastag. A kék szín nemcsak a bogyó héjában, hanem a húsában is megtalálható. Szeptember végén, október elején érik, de sokáig a tőkén tartható. Rothadásnak, fagyoknak, filoxérának ellenálló, de a szárazságot rosszul tűrő fajta. 
Bora rubinpiros, enyhén labruska ízű és illatú, csersavban gazdag asztali vörösbor.